# Aphrodisium vermiculosum
Aphrodisium vermiculosum är en skalbaggsart som beskrevs av J. Linsley Gressitt 1942. Aphrodisium vermiculosum ingår i släktet Aphrodisium och familjen långhorningar.
Artens utbredningsområde är Tibet. Inga underarter finns listade i Catalogue of Life.